# Премия ПЕН/Фолкнер
Американская литературная премия ПЕН/Фолкнер (англ. PEN/Faulkner Award) — литературная премия, присуждаемая за лучшее прозаическое произведения художественной литературы, опубликованное в текущем году и написанное американцем.
В основу фонда ПЕН/Фолкнер легла Нобелевская премия по литературе Уильяма Фолкнера, которую писатель пожертвовал на развитие американской литературы.
Фонд ПЕН/Фолкнер существует с 1981 года. За это время премия превратилась в крупнейшую денежную награду (призовой фонд — около 35 тыс. долларов, из них 15000 — победителю, остальное делится поровну между четырьмя другими финалистами). Жюри из трёх человек (как правило, известные писатели и критики) выбирает сначала пять лучших произведений года, затем одно, которое и получает главную награду. Церемония проводится в Вашингтоне (округ Колумбия).

## Список лауреатов и финалистов премии

### 1980-е
- 1981 — Уолтер Абиш, Сколь это по-немецки
  - Ширли Хаззард[англ.],  The Transit of Venus
  - Уолкер Перси[англ.], The Second Coming
  - Гилберт Соррентино[англ.],  Aberration of Starlight
  - Джон Кеннеди Тул,  Сговор остолопов
- 1982 — Дэвид Брэдли (писатель)[англ.],  The Chaneysville Incident
  - Дональд Бартелм, Шестьдесят рассказов
  - Ричард Бауш[англ.],  Take Me Back
  - Марк Хелприн[англ.],  Ellis Island and Other Stories
  - Мэрилин Робинсон, Housekeeping
  - Роберт Стоун[англ.],  A Flag for Sunrise
- 1983 — Тоби Олсон[англ.], Seaview
  - Морин Ховард[англ.],  Grace Abounding
  - Бобби Энн Мейсон[англ.],  Shiloh and Other Stories
  - Джордж Стайнер,  The Portage to San Cristobal of A.H.
  - Энн Тайлер,  Обед в ресторане «Тоска по дому»
  - Уильям С. Уилсон[англ.],  Birthplace
- 1984 — Джон Эдгар Уайдман[англ.],  Sent for You Yesterday
  - Рон Хансен[англ.], The Assassination of Jesse James by the Coward Robert Ford
  - Уильям Кеннеди (писатель)[англ.], Ironweed
  - Джамайка Кинкейд,  At the Bottom of the River
  - Бернард Маламуд,  The Stories
  - Синтия Озик,  The Cannibal Galaxy
- 1985 — Тобиас Вулф[англ.]*,  The Barracks Thief
  - Гариетт Доерр[англ.],  Stones for Ibarra
  - Дональд Хейс[англ.],  The Dixie Association
  - Дэвид Ливитт[англ.],  Family Dancing
  - Джеймс Парди,  On Glorys Course
- 1986 — Питер Мэтью Хиллсман Тейлор[англ.],  The Old Forest and Other Stories
  - Уильям Гэддис,  Плотницкая готика
  - Ларри Макмертри,  Одинокий голубь
  - Хью Ниссенсон[англ.],  The Tree of Life
  - Хелен Норрис[англ.],  The Christmas Wife: Stories
  - Грейс Пейли,  Later the Same Day
- 1987 — Ричард Уайли[англ.], Soldiers in Hiding
  - Ричард Форд,  Спортивный журналист
  - Чарльз Р. Джонсон (писатель)[англ.],  The Sorcerers Apprentice
  - Джанет Кауфман[англ.],  Collaborators
  - Морин Ховард[англ.],  Expensive Habits
- 1988 — Том Корагессан Бойл, Worlds End
  - Ричард Боуш[англ.],  And Other Stories
  - Элис Макдермот, That Night
  - Синтия Озик,  The Messiah of Stockholm
  - Лоуренс Торнтон[англ.],  Imagining Argentina
- 1989 — Джеймс Сэлтер[англ.],  Dusk and Other Stories
  - Мэри Макгари Моррис[англ.],  Vanished
  - Томас Сэвидж,  The Corner of Rife and Pacific
  - Исаак Башевис-Зингер,  The Death of Methuselah and Other Stories

### 1990-е
- 1990 — Э. Л. Доктороу,  Билли Батгейт
  - Рассел Бэнкс,  Affliction
  - Молли Глосс[англ.],  The Jump—Off Creek
  - Жозефина Джейкобсон[англ.],  On the Island: New and Selected Stories
  - Линн Шэрон Шварц[англ.],  Leaving Brooklyn
- 1991 — Джон Эдгар Уайдман[англ.],  Philadelphia Fire
  - Пол Остер,  Музыка случая
  - Джоан Мешери[англ.],  A Gentlemans Guide to the Frontier
  - Стивен Миллхаузер,  The Barnum Museum
  - Джоанна Скотт[англ.],  Arrogance
- 1992 — Дон ДеЛилло,  Mao II
  - Стивен Диксон (автор)[англ.],  Frog
  - Поль Жерве (писатель)[англ.],  Extraordinary People
  - Алан Гурганус[англ.], White People
- 1993 — Энни Пру, Postcards
  - Роберт Олен Батлер[англ.],  A Good Scent from a Strange Mountain
  - Франсиско Голдман[англ.],  The Long Night of White Chickens
  - Морин Ховард[англ.],  Natural History
  - Сильвия Ватанабе[англ.],  Talking to the Dead
- 1994 — Филипп Рот,  Операция «Шейлок»
  - Стэнли Элкин,  Van Goghs Room at Arles
  - Дагоберто Гилб[англ.],  The Magic of Blood
  - Фэй Мьенн Нг[англ.],  Bone
  - Кейт Уилер[англ.],  Not Where I Started From
- 1995 — Дэвид Гутерсон[англ.],  Snow Falling on Cedars
  - Фредерик Буш[англ.],  The Children in the Woods
  - Урсула Хеги[англ.],  Stones from the River
  - Джойс Кэрол Оутс,  What I Lived For
  - Джоанна Скотт[англ.],  Various Antidotes
- 1996 — Ричард Форд, День независимости
  - Мэдисон Смартт Белл[англ.],  All Souls Rising
  - Уильям Х. Гасс[англ.], The Tunnel
  - Клэр Мессуд,  When The World Was Steady
  - A.J. Verdelle[англ.],  The Good Negress
- 1997 — Джина Беррио[англ.],  Women in Their Beds
  - Даниэль Акст[англ.],  St. Burls Obituary
  - Кэтлин Камбор[англ.],  The Book of Mercy
  - Рон Хансен[англ.], Atticus
  - Джамайка Кинкейд,  The Autobiography of My Mother
- 1998 — Рафи Забор[англ.],  The Bear Comes Home
  - Дональд Антрим[англ.],  The Hundred Brothers
  - Рилла Аскью[англ.],  The Mercy Seat
  - Мэри Гайтскилл[англ.],  Because They Wanted To
  - Франсиско Голдман[англ.],  The Ordinary Seaman
- 1999 — Майкл Каннингем, Часы
  - Рассел Бэнкс,  Cloudsplitter
  - Барбара Кингсолвер,  The Poisonwood Bible
  - Брайан Мортон[англ.],  Starting Out in the Evening
  - Ричард Зельцер[англ.],  The Doctor Stories

### 2000-е
- 2000 — Ха Цзинь, Waiting
  - Фредерик Буш[англ.],  The Night Inspector
  - Кен Калфус[англ.],  Pu-239 And Other Russian Fantasies
  - Элизабет Страут,  Эми и Исабель
  - Лили Так[англ.],  or the Woman Who Shot a Man
- 2001 — Филип Рот, Людское клеймо
  - Майкл Чабон[англ.],  The Amazing Adventures of Kavalier and Clay
  - Миллисент Диллон[англ.],  Harry Gold
  - Денис Джонсон (писатель)[англ.],  The Name of the World
  - Мона Симпсон,  Off Keck Road
- 2002 — Энн Пэттчет, Бэльканто
  - Карен Джой Фаулер,  Sister Noon
  - Джонатан Франзен,  Поправки
  - Клэр Мессуд[англ.]*,  The Hunters
  - Манил Сури[англ.],  The Death of Vishnu
- 2003 — Сабина Мюррей[англ.],  The Caprices
  - Питер Кэмерон[англ.],  The City of Your Final Destination
  - Уильям Кеннеди (автор)[англ.], Roscoe
  - Виктор Лаваль,  The Ecstatic
  - Гилберт Соррентино[англ.],  Little Casino
- 2004 — Джон Апдайк,  The Early Stories: 1953—1975
  - Фредерик Бартельм[англ.],  Elroy Nights
  - ZZ Packer[англ.],  Drinking Coffee Elsewhere
  - Кэрил Филлипс[англ.], A Distant Shore
  - Тобиас Вольф[англ.]*, Old School
- 2005 — Ха Цзинь,  War Trash
  - Джером Чарин[англ.],  The Green Lantern
  - Эдвидж Дантика,  The Dew Breaker
  - Мэрилин Робинсон, Галаад
  - Steve Yarbrough (writer)[англ.],  Prisoners of War
- 2006 — Э. Л. Доктороу, Марш
  - Карен Фишер[англ.],  A Sudden Country
  - Уильям Генри Льюис[англ.],  I Got Somebody in Staunton
  - Джеймс Солтер[англ.],  Last Night
  - Брюс Вагнер[англ.],  The Chrysanthemum Palace
- 2007 — Филип Рот, Обычный человек
  - Чарльз д'Амброзио[англ.],  The Dead Fish Museum
  - Дебора Айзенберг[англ.],  Twilight of the Superheroes
  - Эми Хемпел[англ.],  The Collected Stories of Amy Hempel
  - Эдвард П. Джонс[англ.],  All Aunt Hagars Children
- 2008 — Кейт Кристенсен[англ.], The Great Man
  - Энни Диллард[англ.],  The Maytrees
  - Дэвид Ливитт[англ.],  The Indian Clerk
  - Т. М. МакНалли[англ.],  The Gateway
  - Рон Раш[англ.],  Chemistry and Other Stories
- 2009 — Джозеф О'Нил[англ.], Netherland
  - Сара Шун-Лиен Бинум[англ.],  Ms. Hempel Chronicles
  - Сьюзан Чой[англ.],  A Person of Interest
  - Ричард Прайс, Lush Life
  - Рон Раш[англ.], Serena

### 2010-е
- 2010 — Шерман Алекси,  War Dances
  - Барбара Кингсолвер,  Лакуна
  - Лорейн Лопес[англ.],  Homicide Survivors Picnic
  - Лори Мур (писательница)[англ.],  A Gate at the Stairs
  - Колсон Уайтхед, Sag Harbor
- 2011 — Дебора Айзенберг[англ.],  The Collected Stories of Deborah Eisenberg
  - Дженнифер Иган,  Время смеется последним
  - Джейми Гордон[англ.], Lord of Misrule
  - Эрик Пукнер[англ.],  Model Home
  - Брэд Уотсон[англ.],  Aliens in the Prime of Their Lives: Stories
- 2012 — Джули Оцука,  The Buddha in the Attic
  - Рассел Бэнкс,  Lost Memory of Skin
  - Дон ДеЛилло,  The Angel Esmeralda
  - Анита Десаи,  The Artist of Disappearance
  - Стивен Миллхаузер,  We Others: New and Selected Stories
- 2013 — Бенджамин Алире Саэнс,  Everything Begins and Ends at the Kentucky Club
  - Амелия Грей[англ.],  THREATS
  - Лейрд Хант[англ.],  Kind One
  - Т. Джеронимо Джонсон[англ.],  Hold It Til It Hurts
  - Томас Мэллон[англ.],  Watergate
- 2014 — Карен Джой Фаулер,  We Are All Completely Beside Ourselves
  - Даниэль Аларкон[англ.],  At Night We Walk in Circles
  - Персиваль Эверетт[англ.]*,  Percival Everett by Virgil Russell
  - Джоан Силбер[англ.],  Fools
  - Валерия Трублад[англ.],  Search Party: Stories of Rescue
- 2015 — Аттикус Лиш[англ.],  Preparation for the Next Life
  - Джеффри Ренард Аллен[англ.],  Song of the Shank
  - Дженнифер Клемент,  Prayers for the Stolen
  - Эмили Сент-Джон Мандел,  Станция Одиннадцать
  - Дженни Оффилл[англ.],  Dept. of Speculation
- 2016 — Джеймс Ханнахам[англ.],  Delicious Foods
  - Юлия Иромуаня[англ.],  Mr. and Mrs. Doctor
  - Вьет Тхань Нгуен,  Сочувствующий
  - Элизабет Таллент[англ.],  Mendocino Fire: Stories
  - Луис Альберто Урреа[англ.],  The Water Museum: Stories
- 2017 — Имболо Мбуе[англ.], Behold the Dreamers
  - Вьет Динь[англ.],  After Disasters
  - Луиза Эрдрих[англ.],  LaRose
  - Гарт Гринвелл[англ.],  What Belongs to You
  - Сунил Япа[англ.],  Your Heart is a Muscle the Size of a Fist
- 2018 — Джоан Силбер[англ.], Improvement
  - Эрнан Диас (писатель)[англ.],  In the Distance
  - Саманта Хант[англ.],  The Dark Dark
  - Ачи Обеджас[англ.],  The Tower of the Antilles
  - Джесмин Уорд[англ.],  Sing
- 2019 — Азарин Ван дер Влит Олооми[англ.],  Call Me Zebra
  - Бланш МакКри Бойд[англ.],  Tomb of the Unknown Racist
  - Ричард Пауэрс,  The Overstory
  - Ивелис Родригес,  Love War Stories
  - Вилли Влаутин[англ.],  Don’t Skip Out on Me

### 2020-е
- 2020 — Хлоя Ариджис[англ.],  Sea Monsters
  - Ли Июнь,  Where Reasons End
  - Морис Карлос Раффен,  We Cast a Shadow
  - Питер Рок (писатель)[англ.],  The Night Swimmers
  - Оушен Вуонг, Лишь краткий миг земной мы все прекрасны
- 2021 — Диша Филия[англ.],  The Secret Lives of Church Ladies
  - Стив Вигенштейн,  Scattered Lights
  - Руфи Торп,  The Knockout Queen
  - Мэтью Сейлсес[англ.],  Disappear Doppelgänger Disappear
  - Робин Вассерман[англ.], Mother Daughter Widow Wife
- 2022 — Рабих Аламеддин[англ.],  The Wrong End of the Telescope
  - Навааз Ахмед,  Radiant Fugitives
  - Кэролин Феррелл[англ.],  Dear Miss Metropolitan
  - Имболо Мбуэ[англ.],  How Beautiful We Were
  - Каро Де Робертис[англ.], The President and the Frog
- 2023 — Ли Июнь,  The Book of Goose
  - Лора Уоррелл,  Sweet, Soft, Plenty Rhythm
  - Джонатан Эскоффери[англ.],  If I Survive You
  - Дионн Ирвинг[англ.],  The Islands
  - Кэтрин Харлан, Fruiting Bodies: Stories
- 2024 — Клэр Хименес[англ.],,  What Happened to Ruthy Ramirez
  - Джамел Бринкли[англ.],  Witness
  - Генри Хоук[англ.],  Open Throat
  - Элис Макдермотт,  Absolution
  - Колин Виннетт[англ.], Users
- 2025 — Гарт Гринвелл[англ.],  Small Rain
  - Персиваль Эверетт,  James
  - Дэнзи Сенна,  Colored Television
  - Пеми Агуда[англ.],  Ghostroots
  - Сьюзан Муадди Даррадж[англ.], Behind You Is the Sea